# Graphical Modeling Framework
 (octobre 2012).
Pour les articles homonymes, voir GMF.
Graphical Modeling Framework (GMF) est un framework de l'environnement de travail Eclipse. Il fournit une infrastructure permettant l'exécution d'éditeurs graphiques basés sur les frameworks EMF et GEF.